# Gilda Radner
Gilda Susan Radner (Detroit, 1946. június 28. – Los Angeles, 1989. május 20.) Primetime Emmy- és Grammy-díjas amerikai humorista és színésznő volt. A Saturday Night Live eredeti szereplőinek egyike volt. Előadásai során gyakran parodizálta a televíziós sztereotípiákat.

## Élete
Detroitban született, zsidó származású szülők gyermekeként. Anyja titkárnő volt, míg apja üzletember. Steve Ballmer másodunokatestvére volt. Elizabeth Clementine Gillies dadussal nőtt fel. Radner róla mintázta karakterét, Emily Litella-t. Van egy testvére, Michael. A University Liggett Schoolban tanult.
Apja a Seville Hotel tulajdonosa volt. Amikor Radner 12 éves volt, apja agydaganatot kapott. Ez ágyhoz kötötte, nem tudott kommunikálni. Ebben az állapotban maradt két évvel később bekövetkezett haláláig.
1964-ben érettségizett. Tanulmányait a Michigani Egyetemen folytatta.

## Halála
1989. május 20.-án hunyt el petefészekrák következtében. 42 éves volt.